# Encarsia marxi
Encarsia marxi är en stekelart som först beskrevs av Girault 1936.  Encarsia marxi ingår i släktet Encarsia och familjen växtlussteklar. Inga underarter finns listade i Catalogue of Life.